# Хришкани (Ботошани)
Хришкани (рум. Hrișcani) насеље је у Румунији у округу Ботошани у општини Владени. Oпштина се налази на надморској висини од 288 m.

## Становништво
Према подацима из 2002. године у насељу је живело 159 становника, од којих су сви румунске националности.